# Unlicense
Die Unlicense, meist auch The Unlicense genannt, ist eine Softwarelizenz, die, wie auch CC0, der Gemeinfreiheit ähnelt. Im Gegensatz zu dieser ist die Unlicense jedoch auf Quellcode fokussiert. Sie erschien das erste Mal am 1. Januar 2010 (Tag der Gemeinfreiheit). Die Unlicense entspricht einem Entlassen des lizenzierten Projekts in die Public Domain; sofern dies rechtlich nicht möglich ist (wie zum Beispiel in Deutschland), wird eine Alternativlizenz benutzt, welche faktisch das Projekt gemeinfrei macht. 2015 nutzten zwei Prozent aller GitHub-Projekte die Unlicense.

## Geschichte
Am 1. Januar 2010 schrieb Arto Bendiken seine Gründe, warum er Software in der Gemeinfreiheit bevorzugt. Sein Hauptgrund war die Inkompatibilität zwischen diversen Lizenzen sowie das Einhalten dieser. Am 23. Januar 2010 schrieb er, dass die Unlicense auf der Lizenz von SQLite mit der Garantieklausel der MIT-Lizenz basiert. Danach hat er den Text der Lizenz ausführlich beschrieben.

## Lizenztext
Die Lizenz ist die folgende:
```
This is free and unencumbered software released into the public domain.

Anyone is free to copy, modify, publish, use, compile, sell, or
distribute this software, either in source code form or as a compiled
binary, for any purpose, commercial or non-commercial, and by any
means.

In jurisdictions that recognize copyright laws, the author or authors
of this software dedicate any and all copyright interest in the
software to the public domain. We make this dedication for the benefit
of the public at large and to the detriment of our heirs and
successors. We intend this dedication to be an overt act of
relinquishment in perpetuity of all present and future rights to this
software under copyright law.

THE SOFTWARE IS PROVIDED "AS IS", WITHOUT WARRANTY OF ANY KIND,
EXPRESS OR IMPLIED, INCLUDING BUT NOT LIMITED TO THE WARRANTIES OF
MERCHANTABILITY, FITNESS FOR A PARTICULAR PURPOSE AND NONINFRINGEMENT.
IN NO EVENT SHALL THE AUTHORS BE LIABLE FOR ANY CLAIM, DAMAGES OR
OTHER LIABILITY, WHETHER IN AN ACTION OF CONTRACT, TORT OR OTHERWISE,
ARISING FROM, OUT OF OR IN CONNECTION WITH THE SOFTWARE OR THE USE OR
OTHER DEALINGS IN THE SOFTWARE.

For more information, please refer to <http://unlicense.org/>

```

## Rezeption
Die Free Software Foundation sagt, dass die Lizenz kompatibel zur GPL ist. Jedoch sei für Werke, die nicht Software sind, eher die CC-0 zu benutzen. Fedora empfahl die CC-0 zunächst anstatt der Unlicense, hat die Empfehlung jedoch 2022 für Software-Werke wieder zurückgezogen.